# Нойштадт-ам-Ренштайг
Нойштадт-ам-Ренштайг (нем. Neustadt am Rennsteig) — район города Гросбрайтенбах в Германии, в земле Тюрингия, район Ильм. Население составляет 1042 человека (на 31 декабря 2010 года). Занимает площадь 17,03 км².
Пешеходный маршрут Ренштайг длиной 1 км проходит через Нойштадт.

## Население
| Год  | Численность | Численность |
| ---- | ----------- | ----------- |
| 2017 | 918         | [ 1 ]       |